# Ruba'i

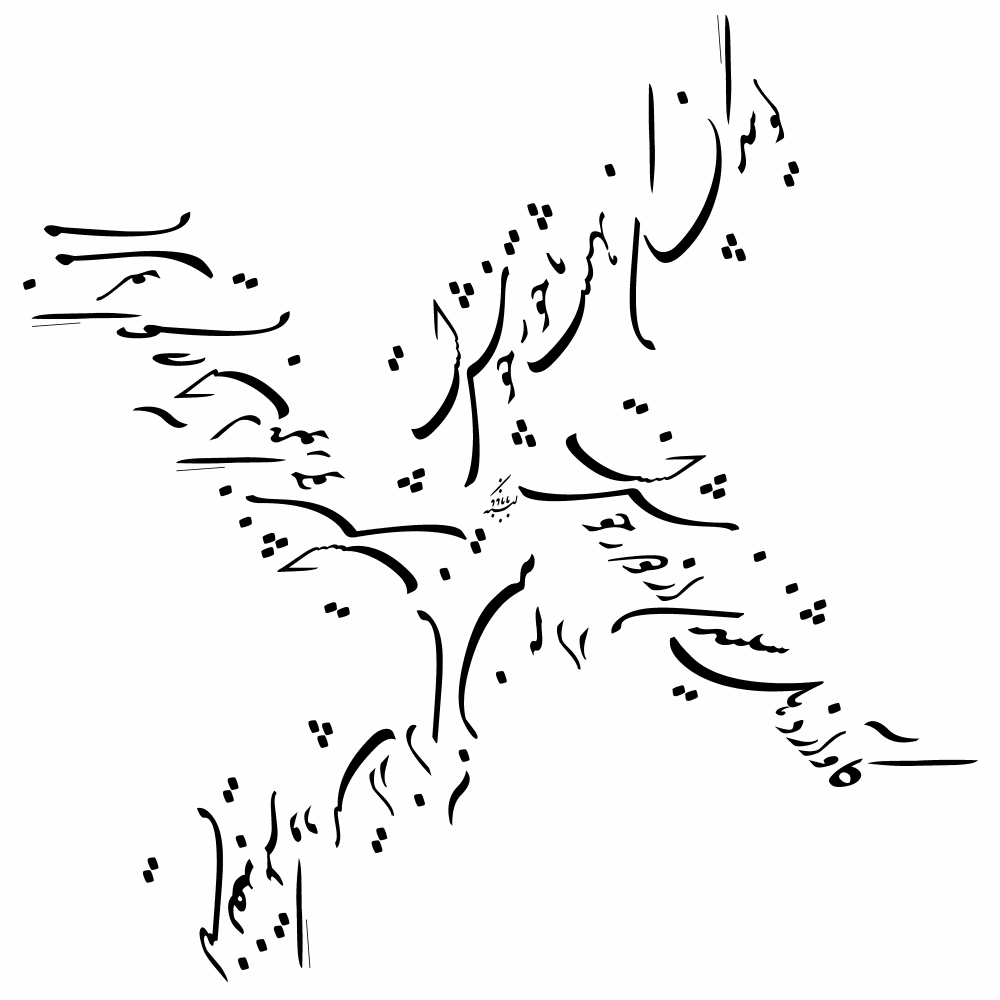
Un ruba'i de Omar Jayam

Un ruba'i (en persa: رباعی‎ rubāʿī) es un poema de métrica fija compuesto por cuatro versos, con rima entre los dos primeros y el último (AABA) o también entre todos, ya que el tercer verso es libre (AAAA). Es la forma de la literatura persa equivalente al cuarteto. Destacan los Rubaiyat de Omar Jayam.